# Brachymenium wrightii
Brachymenium wrightii là một loài Rêu trong họ Bryaceae. Loài này được (Sull.) Broth. mô tả khoa học đầu tiên năm 1903.